# Amazing (George Michael)
Amazing è un brano musicale coscritto, arrangiato, prodotto e interpretato da George Michael.
Il brano è stato pubblicato nel marzo 2004 come singolo estratto dal quinto album in studio dell'artista, ossia Patience. Il brano è stato scritto e dedicato a Kenny Goss, compagno di George Michael.

## Video
Il video musicale della canzone è stato diretto da Matthew Rolston e girato a Londra, con l'uscita del singolo annunciata ad inizio 2004.

## Tracce
CD
1. Amazing – 4:35
2. Freeek! '04 – 4:36

## Classifiche
| Classifica (2004)              | Posizione massima |
| ------------------------------ | ----------------- |
| Australia                      | 6                 |
| Austria                        | 23                |
| Belgio (Fiandre)               | 23                |
| Belgio (Vallonia)              | 34                |
| Canada                         | 3                 |
| Danimarca                      | 2                 |
| Europa                         | 4                 |
| Finlandia                      | 13                |
| Francia                        | 37                |
| Germania                       | 19                |
| Irlanda                        | 4                 |
| Italia                         | 1                 |
| Norvegia                       | 11                |
| Nuova Zelanda                  | 30                |
| Paesi Bassi                    | 9                 |
| Regno Unito                    | 4                 |
| Spagna                         | 1                 |
| Stati Uniti (dance club)       | 1                 |
| Stati Uniti (dance/electronic) | 1                 |
| Svezia                         | 16                |
| Svizzera                       | 10                |